# Anilios tovelli
Anilios tovelli är en ormart som beskrevs av Loveridge 1945. Anilios tovelli ingår i släktet Anilios och familjen maskormar. Inga underarter finns listade i Catalogue of Life.
Denna ön förekommer i norra delen av Northern Territory (Australien) inklusive tillhörande öar. Den lever i savanner och i öppna skogar. Honor lägger ägg.
Bränder kan påverka beståndet negativ. IUCN listar arten som livskraftig (LC).